# Selenophorus municeps
Selenophorus municeps är en skalbaggsart som beskrevs av Thomas Casey. Selenophorus municeps ingår i släktet Selenophorus och familjen jordlöpare. Inga underarter finns listade i Catalogue of Life.